# Catalogue of Principal Galaxies
Le catalogue PGC (sigle de Principal Galaxies Catalogue mais plutôt appelé Catalogue of Principal Galaxies) est un catalogue astronomique regroupant 73 197 galaxies.

## Catalogue original
Le catalogue PGC Il a été dressé en 1989 par Georges Paturel (Observatoire de Lyon), Lucie Bottinelli, Lucienne Gouguenheim et Pascal Fouqué (Observatoire de Paris-Meudon) et a servi de structure de base pour la base de données LEDA (Lyon-Meudon extragalactic database).
Il porte la référence VII/119 au Centre de données astronomiques de Strasbourg.

## Catalogue à jour
Le PGC de 1989 a été rendu obsolète en 2003 par le catalogue PGC2003 devenu partie intégrante du projet HyperLeda, évolution du LEDA. Le PGC2003 a été dressé par Georges Paturel, Chantal Petit, Philippe Prugnel, Gilles Theureau, Marianne Brouty, Pascal Dubois et Laurent Cambresy. Il comporte désormais 983 261 galaxies confirmées dont la magnitude B est grosso modo inférieure à 18.
Il porte la référence VII/237 au Centre de données astronomiques de Strasbourg.